# The Sims: Vacation
The Sims: Vacation (en català Els Sims: De Vacances) és la quarta expansió que va sortir per a PC dels Sims. Aquesta expansió introdueix un veïnat nou, anomenat "Illa de Vacances", on els Sims poden anar de vacances amb membres de la seva pròpia família o amb un altre Sim. L'Illa de Vacances es parteix en tres ambients clars: platja, bosc, i muntanya. Cada ambient té la seva pròpia mascota: l'abominable home de les neus per a la muntanya, un arquer per al bosc, i un tauró per a la platja.